# 도미나리촌 (아이치현)
도미나리촌(富成村)은 아이치현 니와군에 설치되었던 촌이다. 현재의 오구치정에 해당한다.